# Black Shining Leather
Black Shining Leather är det norska black metal-bandet Carpathian Forests första fullängdsalbum, som gavs ut 1998 av Avantgarde Music.
Albumet finns också som begränsad digipack, spår 11 finns endast tillgänglig på denna versionen. Albumet återutgavs 2004 av Perverted Taste som en begränsad LP-version, 333 exemplar, och bild LP, 233. Delar av låten "Lunar Nights" var från början skriven av afro-amerikanske poeten Langston Hughes. Diktens titel är "The Negro Speaks of Rivers". 

## Låtförteckning
1. "Black Shining Leather" (Nattefrost) – 04:32
2. "The Swordsmen" (Nordavind) – 04:08
3. "Death Triumphant" (Nordavind) – 04:28
4. "Sadomasochistic" (Nattefrost) – 04:02
5. "Lupus" – 03:06
6. "Pierced Genitalia" (Nattefrost) – 04:19
7. "In Silence I Observe" (Nattefrost/Nordavind) – 03:43
8. "Lunar Nights" (Nattefrost/Nordavind) – 06:34
9. "Third Attempt" (Nattefrost) – 03:18
10. "The Northern Hemisphere" (Nordavind) – 06:43
11. "A Forest" (The Cure-cover) (Laurence Tolhurst/Matthieu Hartley/Robert Smith/Simon Gallup) – 05:58

## Medverkande
Musiker (Carpathian Forrest-medlemmar)
- Nattefrost (Roger Rasmussen) – sång, gitarr, keyboard
- J. Nordavind (Johnny Krøvel) – bakgrundssång, basgitarr, keyboard

Bidragande musiker
- Lazare (Lars Are Nedland) – trummor

Produktion
- Nattefrost – producent, arrangering
- J. Nordavind – producent, arrangering
- Terje Refsnes – producent, ljudtekniker